# Altsasu
Altsasu (baskiska) eller Alsasua (spanska), officiellt Altsasu/Alsasua, är en kommun i Spanien.   Den ligger i provinsen och regionen Navarra, i den norra delen av landet, 300 km norr om huvudstaden Madrid. Antalet invånare är 7 691.